# Basile le Voleur
Basile le Voleur ou Gogh Vasil (en arménien Գող Վասիլ ; mort vers 1112) est un seigneur arménien d'Euphratèse. Ancien lieutenant de Philaretos Brakhamios, il dirige à la mort de ce dernier une puissante principauté centrée sur Raban et Kesun, d'environ 1080 ou 1082 à 1112. Coincée entre Byzance et les États latins d'Orient, celle-ci ne lui survit que quatre ans.

## Biographie

### Prince arménien

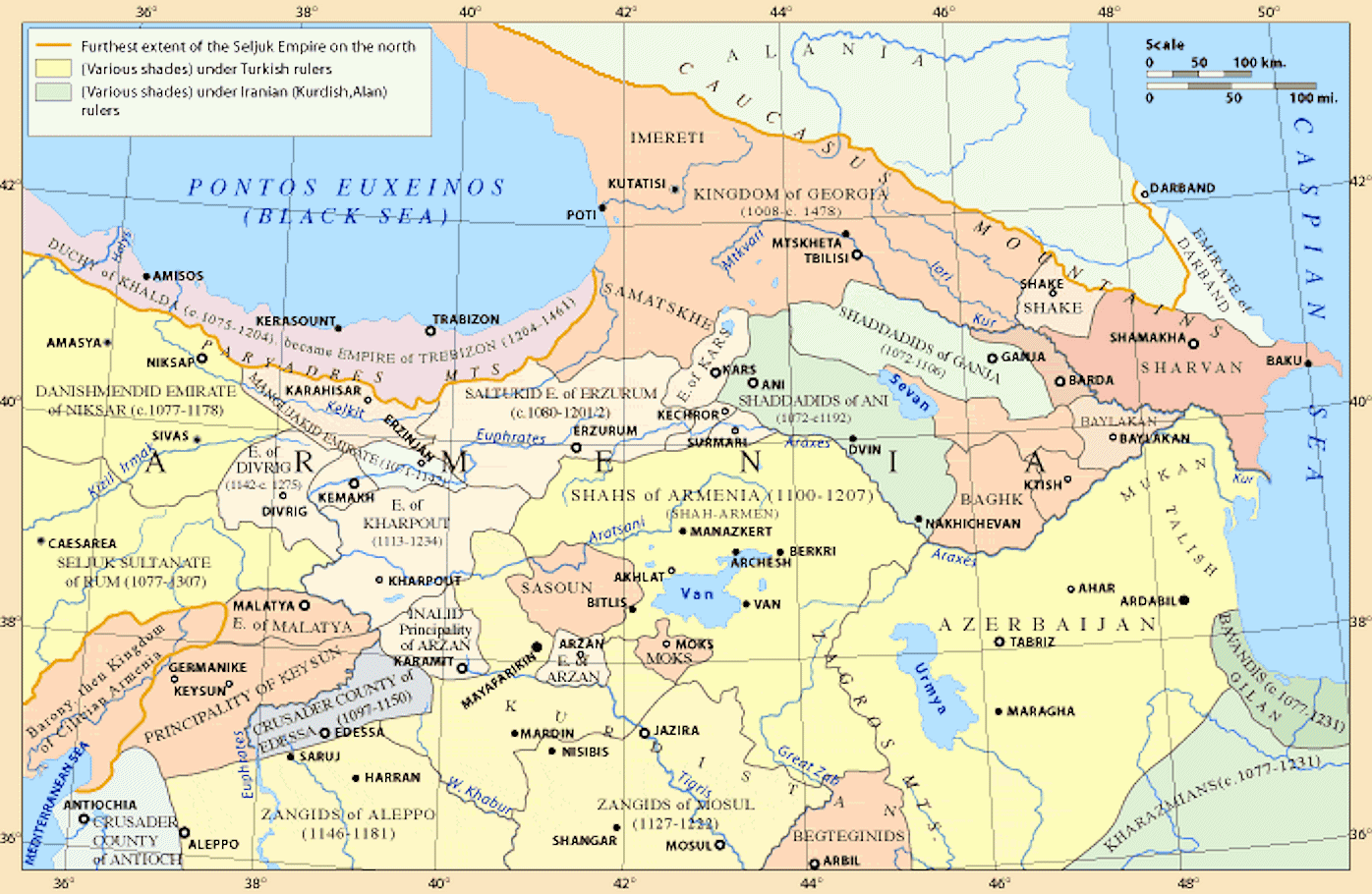
L'Arménie aux : la principauté de Vasil, dite « de Keysun », est représentée dans le coin sud-ouest de la carte.

Vasil fait partie de ces militaires ayant migré en Euphratèse, l'ancienne Commagène, après la bataille de Manzikert et le déferlement seldjoukide sur l'Arménie et l'Asie Mineure. Ses origines sont mal connues, mais s'il est parfois décrit comme chef de bande, ses liens avec les Catholicos (cf. infra), avec les Pahlavouni et avec des descendants bagratides plaident pour une probable haute ascendance. Sa femme est quant à elle membre de la famille noble des Kamsarakan selon le chroniqueur arménien contemporain Mattéos Ourhayetsi.
Cet ancien officier byzantin et lieutenant de Philaretos Brakhamios hérite à la mort de ce dernier, vers 1080 ou 1082, d'un territoire centré sur Raban et Kesun (de Mélitène à al-Bira et de Marach et Ayntab à l'Euphrate) et devient l'un des plus puissants seigneurs arméniens de Cilicie. Les sources arméniennes contemporaines le qualifient de « Grand Ichkhan [“prince”] des Arméniens » ou d'« Ichkhan Ichkhanats [“prince des princes”] des Arméniens » et Mattéos Ourhayetsi le décrit comme successeurs des rois bagratides ; les chroniqueurs arabes lui réservent quant à eux le titre de « Malik al-Arman » (« roi des Arméniens »). Gouvernant en association avec son frère Bagrat puis avec son fils adoptif Vasil Tghay, il dispose de 6 000 cavaliers, dont un certain nombre issus de l'ancienne cavalerie arménienne, et environ du double de fantassins. Il est en outre lié au clan des Pahlavouni qui contrôle également des territoires dans la région.
Vasil n'est exposé jusqu'à la chute de Mélitène en 1102 qu'aux Artoukides sur le flanc oriental de ses possessions ; autonome en fait, il jouit des taxes non reversées à l'empire et des richesses des monastères jacobites, ce qui lui vaut son surnom de « Voleur ».

### Entre Byzantins et croisés

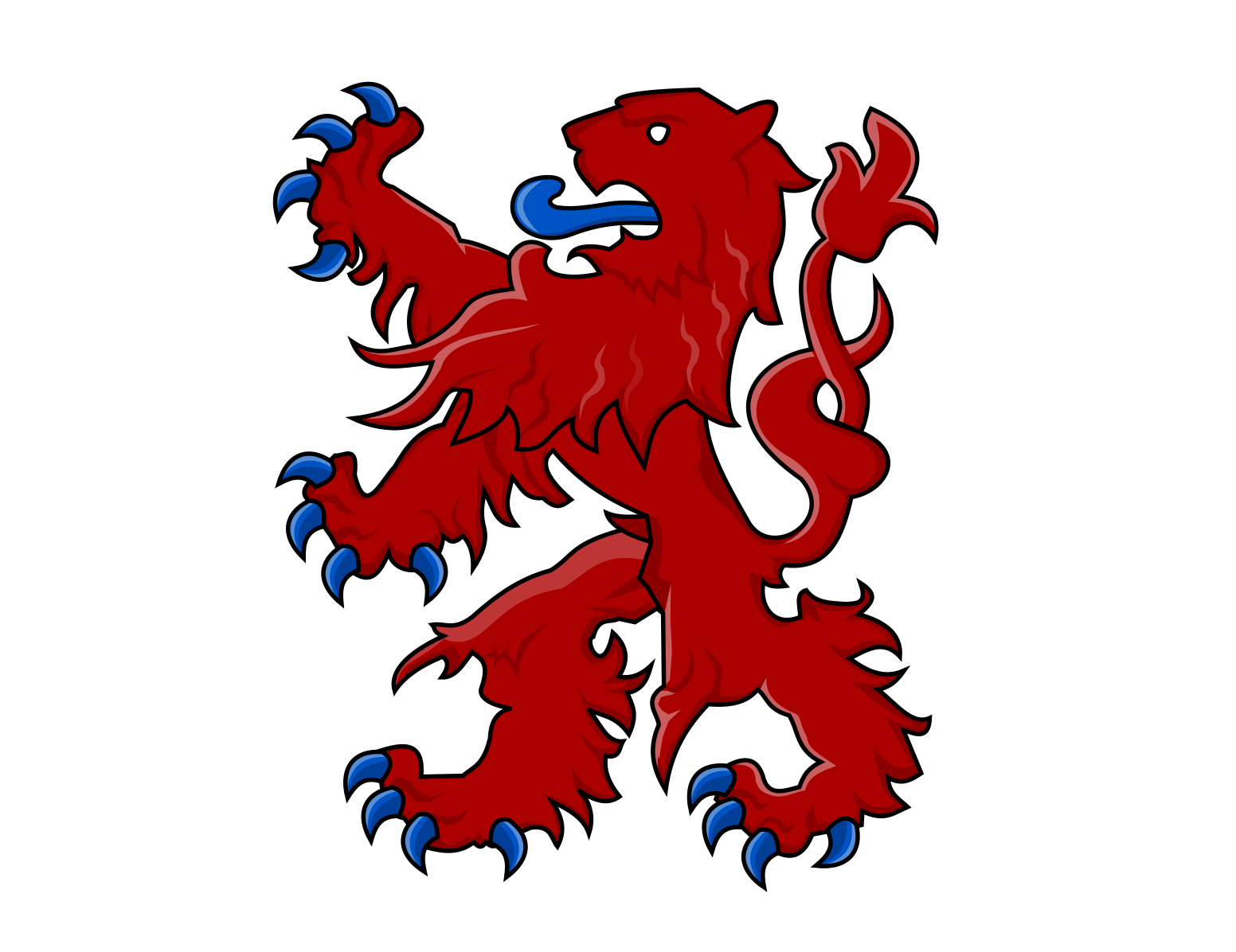
Drapeau des Roupénides.

La première croisade change cependant la situation régionale. Vasil accueille tout d'abord favorablement les croisés : il contribue ainsi à la libération de Bohémond d'Antioche, captif des Danichmendides, et l'adopte en 1103, une action directe contre les Byzantins. Il doit ensuite repousser une première agression seldjoukide en 1107, et une seconde en 1108 ; ses deux succès l'auréolent de gloire chez les Arméniens.
La menace d'encerclement que fait peser sur ses possessions la régence de Tancrède de Hauteville à Antioche (1104-1111) et à Édesse lui fait changer de politique et recourir aux Byzantins : il obtient ainsi en 1108 l'envoi de Petchenègues en soutien à Baudouin d'Édesse contre les troupes antiochiennes. Il obtient en même temps le titre byzantin de « sébaste » d'Alexis Ier Comnène (il est déjà détenteur de celui de « duc »). Dans l'intervalle, il enlève quelques places fortes aux croisés — qu'il doit toutefois rendre à Tancrède en 1111 après la prise de Raban par ce dernier.
Le traité de Déabolis, en 1108, modifie la donne : c'est Byzance qui menace alors l'Euphratèse arménienne. Vasil se joint alors aux princes croisés contre Mawdûd ibn Altûntâsh, atabeg de Mossoul.
Vasil meurt vers 1112. Son fils adoptif et successeur, Vasil Tghay, qui semble tout d'abord devoir composer avec la veuve de Vasil, ne parvient pas à se maintenir et est capturé par le comte d'Édesse en 1116, avant d'émigrer en Cilicie arménienne puis à Constantinople.

## Relations avec l'Église arménienne
Vasil reste fidèle à l'Église arménienne, ce qui lui apporte le soutien de cette dernière, qui légitime son pouvoir. En outre, dès 1082, le Catholicos Grégoire II le Martyrophile transfère sur ses terres, à Karmir Vank, le siège catholicossal ; son successeur, Basile Ier d'Ani, devient par ailleurs conseiller politique de Vasil et est chargé de sa succession.